# Ihar Cichaniuk
Ihar Cichaniuk (biał. Ігар Ціханюк) – białoruski działacz na rzecz praw środowisk LGBT.

## Życiorys
Ihar Cichaniuk pochodzi z Grodna, jest gejem otwarcie wyrażającym swoją orientację. W 2012 roku, wraz z grupą innych białoruskich gejów, założył Centrum Obrony Praw Człowieka „Lambda” – organizację broniącą praw środowisk LGBT, a także próbował zarejestrować ją w Ministerstwie Sprawiedliwości Białorusi. Wkrótce potem, zdaniem Radia Swaboda, białoruskie władze rozpoczęły naciski i zastraszanie członków grupy, by ci wycofali swoje podpisy pod wnioskiem i potępili inicjatywę. W lutym 2013 roku Ihar Cichaniuk, jak twierdzi, został pobity przez funkcjonariuszy milicji w szpitalu, w którym się leczył; był także zastraszany i znieważany słownie przez milicjantów z powodu jego homoseksualnej orientacji. W listopadzie tego samego roku Amnesty International uznało go za osobę prześladowaną ze względu na orientację seksualną. Organizacja umieściła go w grupie 12 osób, do których w ramach akcji „Write for rights” w dniach 6–17 grudnia 2013 roku ludzie z całego świata mogli pisać listy wsparcia.

## Poglądy
Ihar Cichaniuk twierdzi, że bycie otwartym gejem na Białorusi nie jest proste, ale nie chce ukrywać swojej orientacji, ponieważ pragnie pokazać, że taki styl życia w tym kraju jest możliwy.